# Abono de temporada

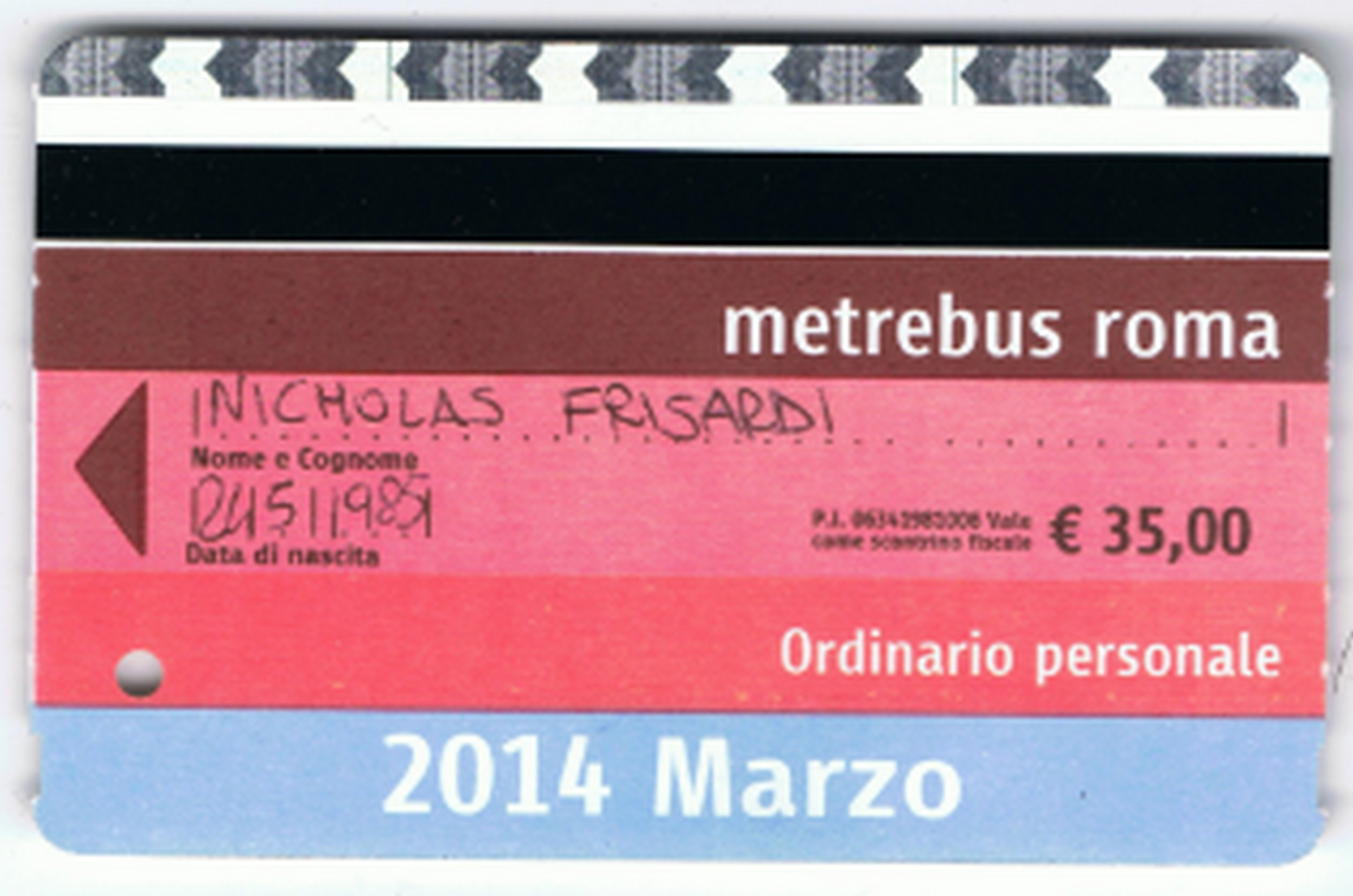
Abono mensual para el sistema de transporte urbano de la ciudad de Roma

Un  abono de temporada o pase de temporada, es un tipo de billete expedido por un organismo titular de una actividad o un servicio, que confiere al titular del mismo el derecho a desarrollar una serie de actividades determinadas durante un período de tiempo limitado. En el caso de los medios de transporte, los abonos generalmente permiten la utilización ilimitada del servicio durante un período de tiempo definido.

## Historia
El Oxford English Dictionary tiene citas ilustrativas que muestran el término billete de temporada utilizado en los Estados Unidos ya desde 1820, mientras que en el Reino Unido se cita en 1836 para hacer referencia al transporte naval y en 1862 para el transporte ferroviario.

## Deportes
En los deportes, como el fútbol o fútbol americano, un pase de temporada otorga al titular el acceso a todos los partidos disputados por un equipo en su estadio durante una temporada sin costes adicionales. El pase generalmente ofrece un precio con un descuento con respecto al coste de comprar una entrada para cada uno de los partidos individualmente. En algunos deportes, los titulares de pases de temporada generalmente tienen preferencia en la compra de entradas para algunas fases del campeonato (como el play-off) o para otras competiciones (como los campeonatos de carácter internacional en su caso). Las localidades asignadas al pase de temporada generalmente son los mejores en su sección de asientos.
Los pases de temporada también se usan comúnmente para los deportes de invierno, aunque originalmente eran un privilegio para los miembros de los clubs de esquí en las instalaciones estadounidenses. Sin embargo, en el año 2000 una guerra de precios a la baja hizo que aumentase el uso generalizado de los pases de temporada en los Estados Unidos.

## Artes
Los pases de temporada son habituales en numerosas instituciones musicales (como teatros de ópera, salas de ballet y auditorios de música sinfónica), así como en teatros donde se representan obras de repertorio. La suscripción generalmente ofrece un precio con descuento sobre la compra de una entrada para cada concierto u obra de una serie o todos los conciertos u obras de una temporada.

## Transporte público
En el transporte público, un abono de temporada permite al usuario viajar en transporte público un número ilimitado de veces durante un periodo de tiempo. Los pases de temporada generalmente se venden por una semana, mes o año. La validez de los abonos de temporada es variable en sus términos. En un extremo, puede permitir solamente el viaje entre dos puntos por un solo operador y una ruta determinada (si hay más de una en competencia). En el otro extremo, puede permitir viajes ilimitados dentro de un área geográfica, o incluso de todo un país, permitiendo la libre elección del método de transporte (autobús, tranvía, tren, etc.) y la libre elección de la empresa operadora.

## Televisión
En televisión, abono de temporada se refiere al término inventado por los fabricantes de los TiVo grabador de video digital para la función que permite al usuario programar el dispositivo para grabar todos los episodios de una temporada de un programa de televisión, incluso si sus emisiones son reprogramadas o anticipadas. Funciones similares están disponibles en sistemas de grabación de video digital y paquetes de software, como ReplayTV y IceTV. Con la llegada de los servicios de transmisión digital, como Netflix y las tiendas de videos digitales como iTunes y Google Play, también se puede comprar un pase de temporada para poder ver todos los episodios de una temporada elegida cuando se desee en una computadora o dispositivo móvil.

## Otros usos
Otros ejemplos de lugares que a menudo ofrecen pases de temporada incluyen parques de diversiones, lugares deportivos recreativos (áreas de esquí) y áreas naturales protegidas con acceso restringido (parques estatales y nacionales). Algunos pases también pueden otorgar beneficios adicionales, como estacionamiento gratuito o prepago, o cupones exclusivos para los titulares de los pases.